# Kamienica Pod Słońcem w Krakowie
Kamienica Pod Słońcem (Dom Helblinkowski, kamienica Korycińskich, Brygantowska) – zabytkowa kamienica znajdująca się w Krakowie, w dzielnicy I przy Rynku Głównym 43, na Starym Mieście.
Mieściła się tu niegdyś apteka o tej samej nazwie założona przez Jana Szastera. 
9 grudnia 1965 kamienica została wpisana do rejestru zabytków. Znajduje się także w gminnej ewidencji zabytków. 